# Napoleon (Misuri)
Napoleon es una ciudad situada en el condado de Lafayette, Misuri, Estados Unidos. Tiene una población estimada, a mediados de 2022, de 211 habitantes.

## Geografía
La localidad está ubicada en las coordenadas 39°7′42″N 94°5′20″O / 39.12833, -94.08889 (39.128467, -94.088787). Según la Oficina del Censo de los Estados Unidos, tiene una superficie total de 4.54 km², de la cual 4.53 km² corresponden a tierra firme y 0.01 km² están cubiertos de agua.

## Demografía
Según el censo de 2020, en ese momento había 211 personas residiendo en la localidad. La densidad de población era de 46.58 hab./km². El 96.21% de los habitantes eran blancos, el 0.47% era asiático y el 3.32% eran de una mezcla de razas. Del total de la población, el 1.42% eran hispanos o latinos de cualquier raza.